# Hinduska kultura prawna
Hinduska kultura prawna – normy wpływające na zachowanie wyznawców hinduizmu, wywodzące się z idei religijnych, moralnych, filozoficznych i społecznych. Kultura prawna hinduizmu obejmuje swoim zasięgiem hinduistów zamieszkujących Azję (zwłaszcza Indie, Nepal i Pakistan), a także kraje wschodniej Afryki takie jak Uganda i Tanzania. Hinduską kulturę prawną można podzielić na trzy okresy: kulturę klasyczną sprzed okresu dominacji brytyjskiej, okres panowania brytyjskiego na ziemiach Indii oraz na współczesną hinduską kulturę prawną. Hinduska kultura prawna uważana jest za jedną z najstarszych kultur prawnych świata.

## Cechy kultury

### Moralizm
Hinduistyczny moralizm wskazuje na wyższość norm moralnych nad normami prawnymi. W kulturze hinduistycznej to, co spełnia warunki moralistyczne oraz sakralne uznawane jest za legalne. Normy, których przedmiotem jest treść o znaczeniu religijnym albo prawnym są uważane za normy moralne.

### Sakralizm
Zgodnie z ideą sakralizmu normy prawne usankcjonowane są przez wolę boską.

### Wielowyznaniowość
Hinduizm jako religia dzieli się na trzy główne wyznania: wisznuizm, śiwaizm i śaktyzm. Do nonteistycznej tradycji hinduizmu nawiązuje dźinizm głoszący teorię transmigracji dźiwy (duszy).

### Hierarchiczność
Za hierarchiczność w kulturze prawnej hinduizmu odpowiada system kastowy, który dzieli społeczeństwo hinduskie na poszczególne grupy, obierając jako kryterium podziału „czystość”.

### Kastowość
System kastowy to system, który ustrukturyzował społeczeństwo hinduskie. System ten wyróżnia kilka tysięcy kast i podkast, jednak największą rolę w społeczeństwie hinduskim odgrywały cztery kasty, które można podzielić na: duchownych (braminów), strażników (kszatrijów), handlarzy (wajśjów) i artystów (śudrów). W hinduskiej strukturze społecznej kasty są podzielone hierarchicznie, ta hierarchiczność normowana była poprzez zakazy zawierania małżeństw, wspólnego jedzenia, a także innych form obcowania pomiędzy ludźmi z kast wyższych a ludźmi z kast niższych.

### Synkretyzm
Za łączenie się innych kultur prawa z hinduską kulturą prawną odpowiedzialny jest napływ zróżnicowanej ludności na tereny dzisiejszych Indii m.in. muzułmanów, a zwłaszcza wpływy brytyjskie (począwszy od XVII wieku), których skutkiem było zaszczepienie porządku prawnego common law.

## Źródła prawa

### Pierwsze pisma
Pierwsze wzmianki o normach zachowania człowieka pochodzą z hinduskich pisemnych zbiorów modlitw i pieśni religijnych zwanych Wedami. Ich powstanie szacuje się na około drugie tysiąclecie przed naszą erą. W drugim tysiącleciu p.n.e. powstawały pisma zwane śruti. Ich późniejsze części nazwane śastrami, których powstanie datuje się na lata 800–200 p.n.e., zawierały normy zachowania człowieka w duchu religijnym, moralnym i prawnym. Na bazie tych pism powstały dwie nauki mające szczególne znaczenie dla kultury prawnej hinduizmu – dharma i artha.

### Dharma i artha
Nauka dharma skupiała się głównie na religijnych stronach hinduizmu, ale miała też znaczący wpływ na hinduską kulturę prawną. Na bazie tej nauki powstały pierwsze pisma, które w pełni można nazwać podręcznikami prawa zwane dharmasutra i dharmasastra. Dharmasutry swoją regulacją szczegółowo obejmowały normy zachowania członków poszczególnych kast wobec bogów, króla, kapłanów, przodków, krewnych, sąsiadów i zwierząt, natomiast dharmasastry były zbiorami zasad dharmy zebranymi przez hinduskich uczonych, najbardziej znanym zbiorem dharmasastry była księga nazywana Manusmryti, która powstała przed II wiekiem p.n.e. Normy, które się w niej znalazły były charakterystyczne dla prawa prywatnego i prawa karnego.
Przedmiotem zainteresowania nauki artha było hinduskie prawodawstwo oraz jurysprudencja, pod wpływem tej nauki wykształcił się dokładny opis prawa materialnego oraz procesowego zwany vyvahara. Opis ten szczegółowo określał rodzaje sądów, rolę króla w procesie oraz normy proceduralne hinduskiego postępowania sądowego.

### Vyvahara
Według vyvahara sądy dzieliły się na cztery kategorie; pratiṣṭhitā były sądami, które znajdowały się w stałych miejscach, takich jak np. miasto; apratiṣṭhitā to sądy, które nie miały stałej siedziby, były to sądy wędrowne, które stale zmieniały miejsce; sądy o nazwie mudritā były sądami, w których sądzili sędziowie nominowani na swoje stanowiska przez samego króla, byli oni upoważnieni do stosowania królewskiej pieczęci; ostatnia kategoria sądów to sąd o nazwie śāsitā, czyli sąd, któremu przewodził król.
Sprawy były rozpatrywane przez samego króla albo głównego sędziego. Główny sędzia był zobowiązany do współpracy z innymi sędziami w celu wyjaśnienia sprawy. Główni sędziowie oraz pozostali sędziowie nie mogli odbywać prywatnych konwersacji ze stronami procesu, w przypadkach gdy sędziowie kontaktowali się prywatnie z jedną ze stron procesu, byli oni zobligowani do zapłacenia grzywny.

### Podobieństwa do innych kultur prawnych
W zespole norm opisanych w vyvahara można dostrzec wiele podobieństw do innych kultur prawnych świata, w szczególności wysokim stopniem podobieństwa odznaczało się hinduskie damdupat, które było podobne do rzymskiego prawa umów, a także benami, do którego podobieństwa można znaleźć w rzymskim prawie powiernictwa.
Hinduskie normy etyczne wskazują, że warunkiem zachowania postępu duchowego człowieka i równowagi w stosunkach społecznych jest przestrzeganie rygorystycznych norm moralnych. Do norm tych należą m.in. nakaz ochrony wszelkiego życia, nakaz prawdomówności i zakaz kradzieży. Karą za naruszenie hinduskich norm moralnych był obowiązek popełnienia rytualnego samobójstwa.
Z hinduską kulturą prawną szeroko związana jest doktryna reinkarnacji. Według tej doktryny człowiek dzieli taki sam los jak cała natura, która podlega ciągłym następującym po sobie cyklom narodzin, życia i umierania. Związek pomiędzy kulturą prawną hinduizmu a doktryną reinkarnacji zawiera się w tym, że to, w jakiej formie urodzi się człowiek w kolejnym wcieleniu, uzależnione jest od tego, jak stosował się do hinduskich norm zachowania we wcieleniu poprzednim.
Hinduskie prawo zwyczajowe miało duży wpływ na powstające spisy prawa, których autorami byli hinduscy uczeni, pracę uczonych hinduskich bazowały w dużym stopniu na zasadach niepisanych, a w szczególności na prawie zwyczajowym, któremu sankcję prawną nadawali kapłani pełniący rolę prawników.

## Prawo Anglo-Hindu
Brytyjskie panowanie na ziemiach Indii miało szeroki wpływ na hinduską kulturę prawną i znacznie zmarginalizowało wpływy hinduskiego prawa zwyczajowego. Jednocześnie na znaczeniu zyskiwała kultura common law oraz prawo administratorów brytyjskich. Hinduskie prawo zwyczajowe zostało wyparte przez common law, którego obowiązywanie zostało narzucone na ludność hinduską przez Brytyjczyków. Pomimo zmarginalizowania znaczenia hinduskiego prawa zwyczajowego pewne dziedziny prawa takie jak prawo małżeńskie, rodzinne i spadkowe, ze względu na bardzo duże zakorzenienie w świadomości Hindusów, nie zostały wyparte przez common law. W zakresie tych praw sędziowie brytyjscy sądzący ludność hinduską stosowali prawo hinduskie razem z common law, co skutkowało wytworzeniem się połączonego hinduskiego prawa zwyczajowego i common law, które nazywano prawem Anglo-Hindu.

## Kodyfikacja prawa hinduskiego
W 1833 r. powstała Komisja Konstytucyjna, której zadaniem było skodyfikowanie hinduskiego prawa zwyczajowego oraz prawa implementowanego przez Brytyjczyków. W 1850 r. wszedł w życie akt nazwany The Caste Disabilities Removal Act, który znosił prawnie system kastowy w Indiach, a także zmieniał prawo małżeńskie, własności i dziedziczenia. W latach 1860–1882 wprowadzone zostały trzy kodeksy: prawa handlowego, karnego i procesowego. Kodeksy te nie miały związku z wcześniejszym prawem hinduskim, co było przyczyną zastąpienia sądownictwa nieoficjalnych trybunałów przez trybunały państwowe. Po odzyskaniu przez Indie niepodległości w 1947 r., została uchwalona przez Zgromadzenie Konstytucyjne w 1949 r. konstytucja, która weszła w życie w 1950 r. wydano także wiele aktów prawnych nazwanych w całości Hindu Code. Akty te miały na celu zreformowanie prawnie zakazanego systemu kastowego, prawa rodzinnego, spadkowego i prawa mniejszości, a także likwidację śastr jako źródeł prawa. Pomimo unifikacji prawa hinduskiego nie udało się całkowicie wykorzenić tradycyjnego prawa hinduizmu zwłaszcza w kwestiach, do których tradycjonaliści przywiązują dużą wagę, takich jak warunki zawarcia małżeństwa ludzi pochodzących z różnych kast, traktowania małżeństwa jako związku niedopuszczającego rozwodu oraz odrzucenia poligamii. W hinduskiej kulturze prawnej 2 połowy XX w. można wyróżnić dwa systemy prawne: hinduski – oparty na hinduskim prawie zwyczajowym oraz indyjski – oparty na prawie stanowionym oraz niektórych instytucjach tradycyjnego prawa hinduskiego.